# Fermibewegung
Die Fermibewegung ist die Bewegung der Nukleonen (Protonen und Neutronen) innerhalb von Atomkernen.
Nach dem Fermigas-Modell der Atomkerne bewegen sich Protonen und Neutronen, unter Berücksichtigung des Pauli-Prinzips, frei in einem Potentialtopf. Dessen Tiefe beträgt typischerweise 40 MeV. Die Nukleonen nehmen im Grundzustand des Kerns Energiezustände zwischen typischerweise −40 MeV und −7 MeV ein; man kann ihnen also Energien von bis zu 33 MeV (Fermi-Energie) zuschreiben, was einem Impuls von bis zu ca. 250 MeV/c entspricht.  Die entsprechende Bewegung nennt man Fermibewegung.